# Jordi Planasdemunt
Jordi Planasdemunt i Gubert (Barcelona, 1928 - 1998), fue un economista y político de Cataluña, España, militante de Unió Democràtica de Catalunya. Fue secretario general de la Bolsa de Barcelona hasta 1980, después fue director general del Tesoro y Patrimonio y más tarde lo fue de Política Financiera de la Generalidad de Cataluña. Ocupó el cargo de consejero de Economía y Finanzas de la Generalidad catalana durante 1982 y 1983, sustituyendo al histórico Ramón Trias Fargas. Tras abandonar el Departamento fue nombrado síndico de la Bolsa de Barcelona, cargo que desempeñó hasta 1989, año que Trias Fargas, de nuevo consejero de Economía, le encargó la dirección general del Instituto Catalán de Finanzas (ICF). En 1994, mientras desarrollaba este cargo, se vio implicado de lleno en el caso BFP. BFP Gestión y Asesoramiento Financiero, fue una empresa creada por el mismo Planasdemunt, Salvador Forcadell y Joan Basols que organizó una red de pagarés falsos por valor de 4.000 millones de pesetas y que captó recursos para la compra de deuda pública sin reembolsar las cantidades.
Por este delito fue condenado a siete años de prisión por el juez Lluís Pascual y Estevill. De estos cumplió sólo tres, porque en 1997 fue pùesto en libertad por razones de salud. Planasdemunt murió al año siguiente en Barcelona, a los 70 años de edad.